# Konzerva

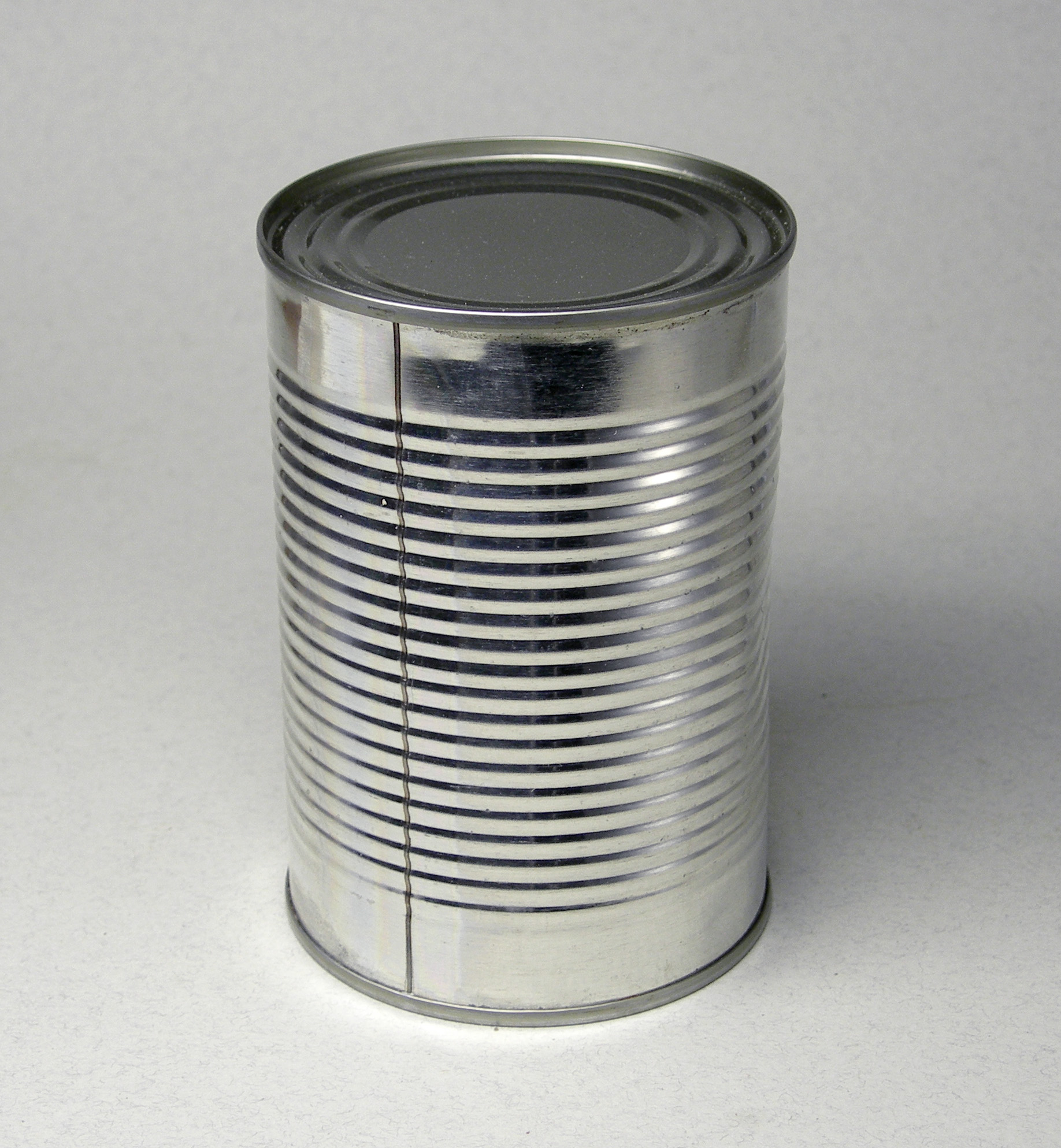
Konzerva

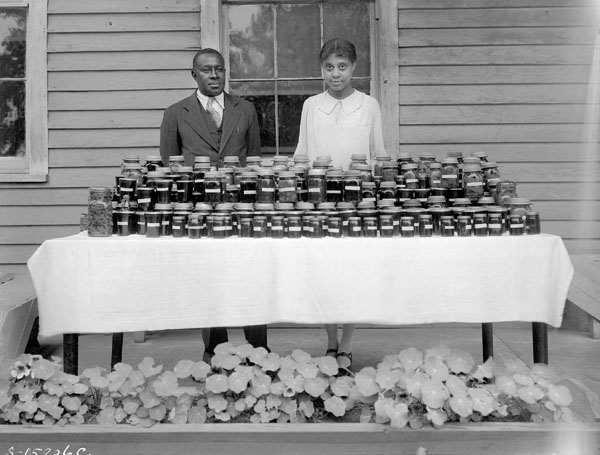
George W. Ackerman: Afroamerická rodina s konzervovaným ovocem a zeleninou, pan a paní J. E. Bryanovi, Robeson County, North Carolina

Konzerva pochází od slova konzervovat, jedná se o každý zásobník určený pro dlouhodobé skladování a konzervaci netrvanlivých komodit, zejména potravin, a to v běžných teplotních a vlhkostních podmínkách. U potravin jde tedy především a zejména o to, aby se potraviny ani po dlouhé době skladování nijak nekazily a byly stále dobře poživatelné. Nicméně v převážné většině případů mívají lidé za to, že se jedná o zvláštní druh plechového nebo u potravinových konzerv též skleněného (zavařovací sklenice) zařízení respektive zásobníku určeného ke konzervaci potravin. Často se jedná o plechovku nebo obyčejnou čirou skleněnou nádobu opatřenou plechovým víčkem. Kromě vlastní konzervace potravin konzerva také slouží k bezpečnému transportu, k lepšímu uskladnění příslušné komodity. Nejčastěji se jedná o potraviny, může se ale jednat i o nepotravinářský materiál. Plechové konzervy se také používají pro uskladňování různých chemikálií (kupř. pro nátěrové materiály či mazadla apod.). V závislosti na druhu a tvaru komodity se využívají také různé tvary a velikosti konzerv. V převážné míře se jedná o válcové tvary (nejčastěji pro ovoce, barvy, oleje atd.), ve tvaru kvádru (pro maso, paliva v kanystrech atd.), malé podlouhlé nádobky pro mořské rybičky (tzv. olejovky) atd. Do skleněných konzerv pak hospodyňky často doma zavařují různé domácí potraviny, zejména potraviny z domácích zahrádek, jedná se povětšinou o ovoce či zeleninu (kupř. zavařeniny, marmelády, kompoty a kyselé okurky), konzervovat tak lze i maso či vejce. Skleněné konzervy masové se v minulosti běžně používaly i pro průmyslově konzervované maso a hotová jídla (kupř.kojenecká výživa). V dnešní době jsou skleněné (a v některých případech i plechové) konzervy patrně již na ústupu, často jsou vytlačovány použitím umělých hmot resp. plastů.
Mezi výhody konzerv patří především to, že v nich skladované komodity jsou velmi odolné, trvanlivé, snesou hrubější zacházení a dobře se skladují, jelikož nemají příliš přísné podmínky na okolní teplotu a světlo, které jim v případě kovových konzerv nevadí vůbec. Konzervy se často vyrábí v takových velikostech, aby jedna nádoba odpovídala jedné porci, což usnadňuje logistiku (například v armádě).
Kovové konzervy se vyrábějí nejčastěji z ocelového plechu potaženého cínem, nebo nověji z hliníkových slitin. Uvnitř může být i tenká vrstva plastu. Takové konzervy nejsou vhodné k ohřevu pokrmu přímo uvnitř konzervy.
Po vyprázdnění plechové konzervy vzniká tzv. plechovka, po vyprázdnění skleněné konzervy zavařovací sklenice nebo také odpadní sklo.

## Historie

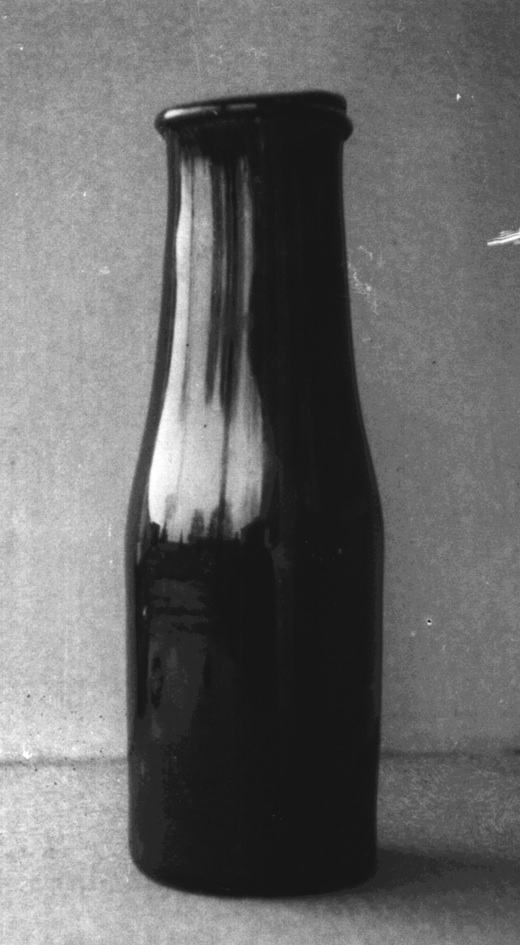
Appertova skleněná konzerva

Původ konzerv sahá do období napoleonských válek – sám Napoleon Bonaparte vyhlásil v roce 1795 odměnu pro toho, kdo objeví způsob delšího uchování potravin pro jeho armádu. Objevem tohoto vynálezu se může pyšnit pařížský kuchař Nicolas Appert. Tehdejší konzerva byla skleněná. Krátce po skleněné konzervě přišel anglický obchodník Peter Durand s konzervami plechovými, na které získal i od anglického krále patent (25. dubna 1810).

## Otvírání
Plechová konzerva se otvírá speciálním náčiním, které mívá ostrý hrot, ostrý řezací břit nebo ostrý kovový disk, uzpůsobený tak, aby prorazil víčko. Jedná se o otvírák na konzervy, který může být konstruován v různých provedeních, konzerva se v tomto případě otevírá buďto řezáním nebo střihem plechu. Otvíráků na konzervy existuje velká řada typů a druhů.
Modernější forma plechových konzerv má pro své snadné otevření předlisovaná místa, kde je plech zeslaben (je snížena jeho vrubová houževnatost) tak, že lze konzervu otevřít trhnutím či šroubováním speciálním klíčkem. Plech není v tomto případě řezán ani stříhán, ale je mechanicky oddělován tahem, dochází zde k oddělení víčka konzervy a jejímu otevření. Takto vzniklé okraje bývají často velmi ostré a jsou potenciálně nebezpečné při manipulaci. Používá se hojně kupř. pro nápojové konzervy s pivem či nealkoholickými nápoji (rozšířeny jsou zejména v Americe) ale i pro další druhy potravin

## Materiály potravinových konzerv
- plech
- sklo s plechovým víčkem
- umělá hmota (která nahrazuje sklo či plech)